# Formiminotransferase-Cyclodesaminase
Formiminotransferase-Cyclodesaminase (FTCD) ist ein bifunktionales Enzym, welches die Konversion von Formiminoglutamat und Tetrahydrofolat in Formiminotetrahydrofolat und Glutamat katalysiert.

## Bedeutung als diagnostischer Marker
Ein alternativer Name des FTCD ist Leber-Cytosol-Antigen (LC-1). Das Vorhandensein von Antikörpern gegen LC-1 (Anti-LC1) ist ein Marker für eine Autoimmunhepatitis vom Typ-2. Antikörper gegen FTCD können jedoch auch bei Patienten mit einer chronischen Hepatitis-C-Virusinfektion gefunden werden.